# Matthew Potts
Matthew James Potts (* 29. Oktober 1998 in Sunderland, Vereinigtes Königreich) ist ein englischer Cricketspieler, der seit 2022 für die englische Nationalmannschaft spielt.

## Kindheit und Ausbildung
Potts besuchte die Durham Academy und spielte für die englische U19-Nationalmannschaft.

## Aktive Karriere
Potts gab sein First-Class-Debüt in der County Championship 2017. Zunächst etablierte er sich in den kurzen Formaten, doch gelang ihm in der Saison 2022 der Durchbruch in der Fist-Class-Saison. So erhielt er den Ruf in den Nationalmannschafts-Kader und gab sein Debüt gegen Neuseeland im Juni 2022. Dort gelangen ihm in seinem ersten Test insgesamt sieben Wickets (4/13 & 3/55) und im letzten Spiel der Serie konnte er drei Wickets (3/66) hinzufügen. Kurz darauf folgte sein ODI-Debüt gegen Südafrika. Jedoch wurde er zunächst nicht weiter berücksichtigt als Ollie Robinson zurück ins Team kam. Im Sommer 2023 erhielt er Einsätze gegen Irland, konnte jedoch nicht herausragen. Nach der Verletzung von Ben Stokes wurde er im August 2024 für die Test-Serie gegen Sri Lanka nominiert.